# Liste Landstuhler Persönlichkeiten
Die Liste Landstuhler Persönlichkeiten enthält bedeutende Persönlichkeiten mit Bezug zu Landstuhl, geordnet nach Ehrenbürgern, Personen, die in der Stadt geboren wurden, beziehungsweise in Landstuhl gewirkt haben. Die Liste erhebt keinen Anspruch auf Vollständigkeit.

## Ehrenbürger
- Rudolf von Perignon (1880–1959), Militär- und Sakralarchitekt, verliehen 1917;
- Karl Derbacher, verliehen 1964, (Erster Beigeordneter von 1924–1933 und 1952–1963) Träger des Bundesverdienstkreuzes, der Sickingen Ehrenmedaille und der Freiherr vom Stein-Plakette
- Hans Schlichting, verliehen 1970, (Bürgermeister von 1923–1945 und 1949-1956, Ratsmitglied 1960–1969)
- Theo Schohl, Regisseur, Autor und Darsteller, verliehen 2012[1]

## Söhne und Töchter der Stadt

Joseph Benzino

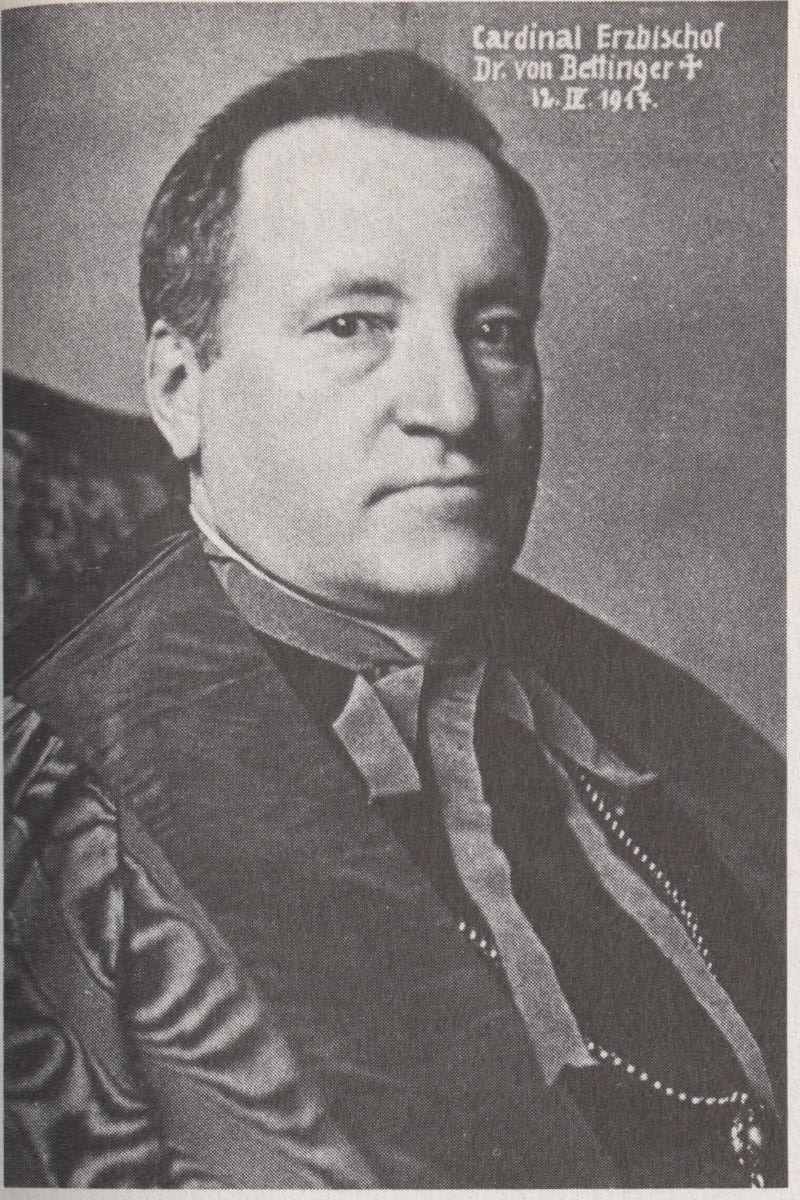
Franziskus von Bettinger

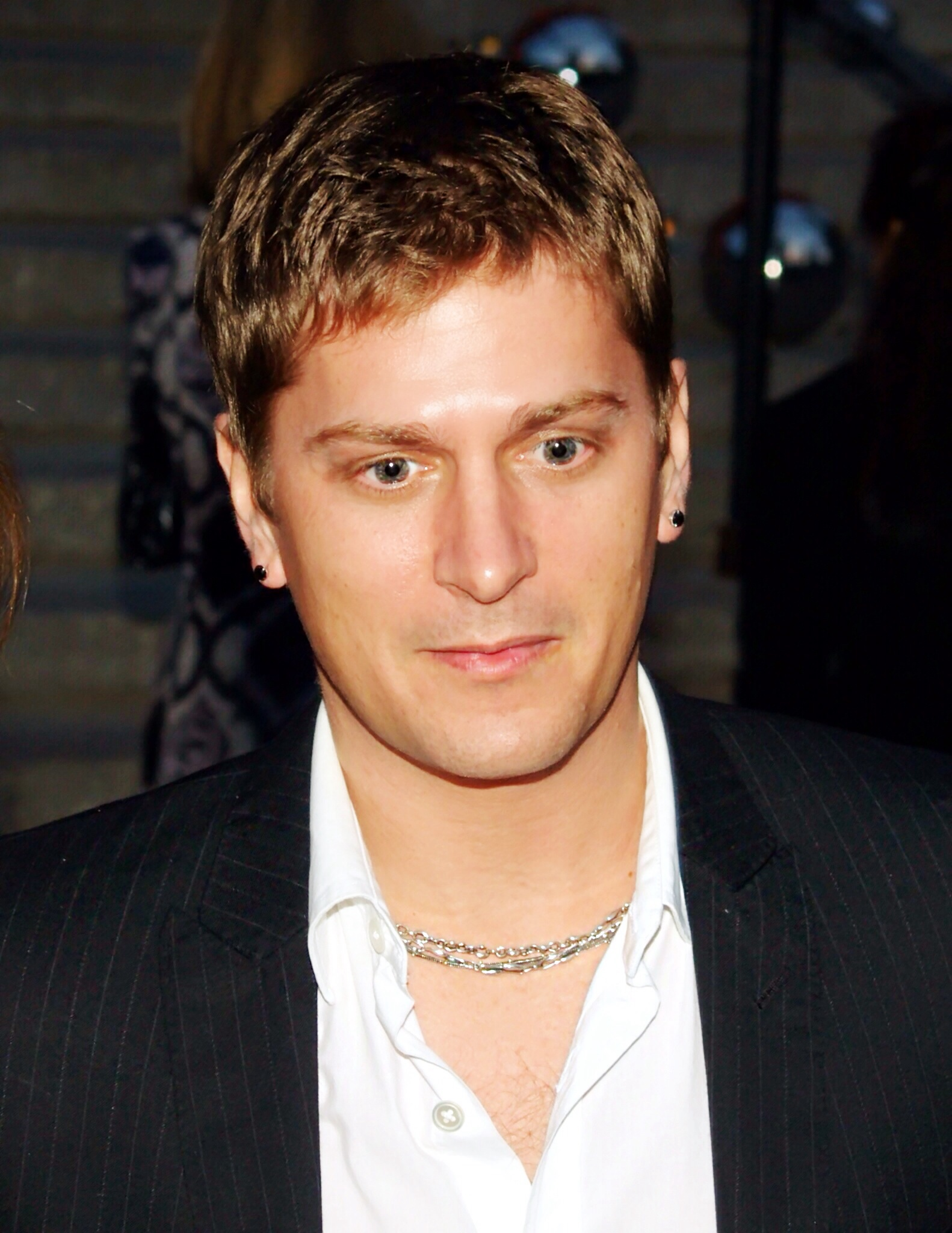
Rob Thomas

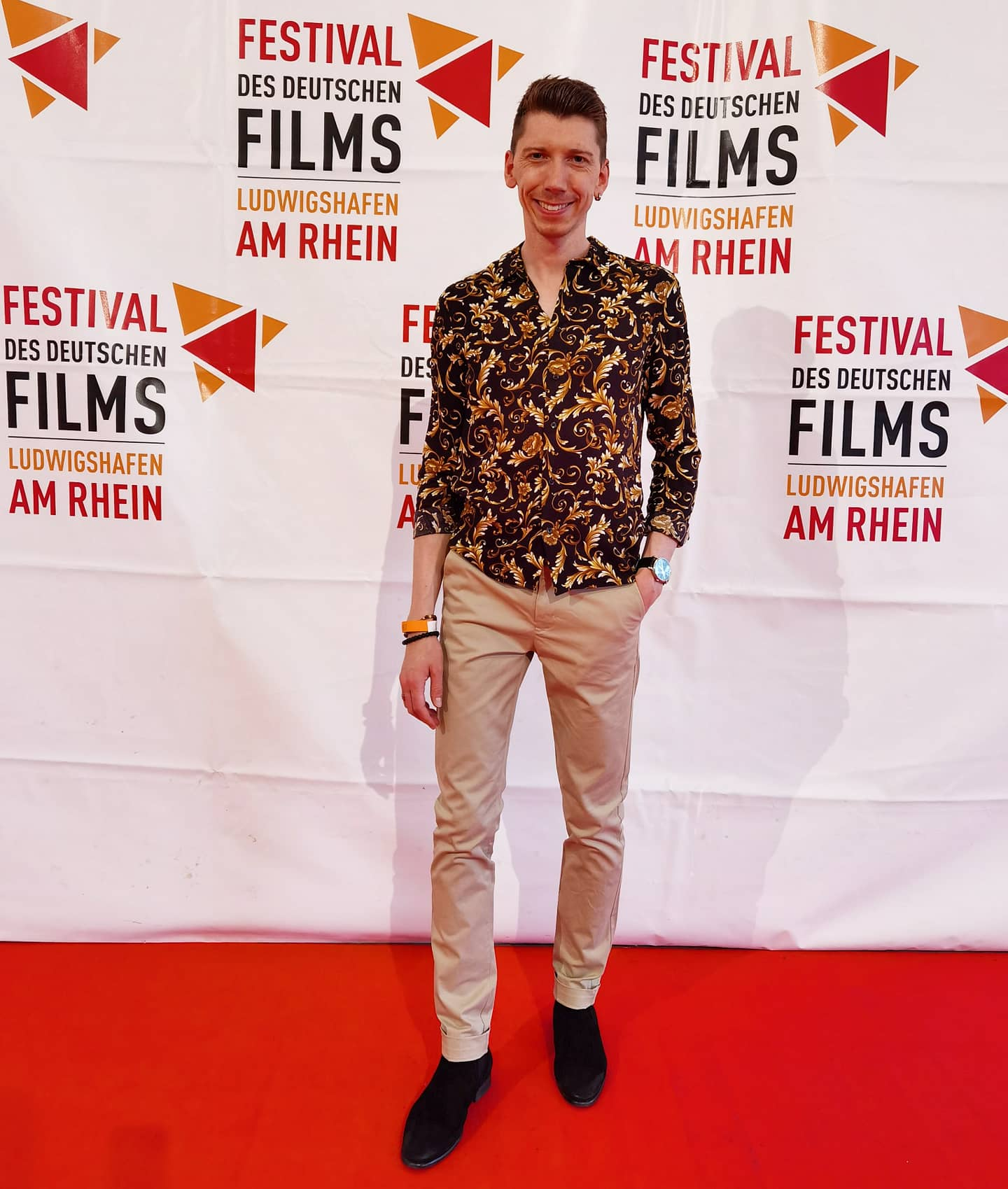
Manuel Flickinger

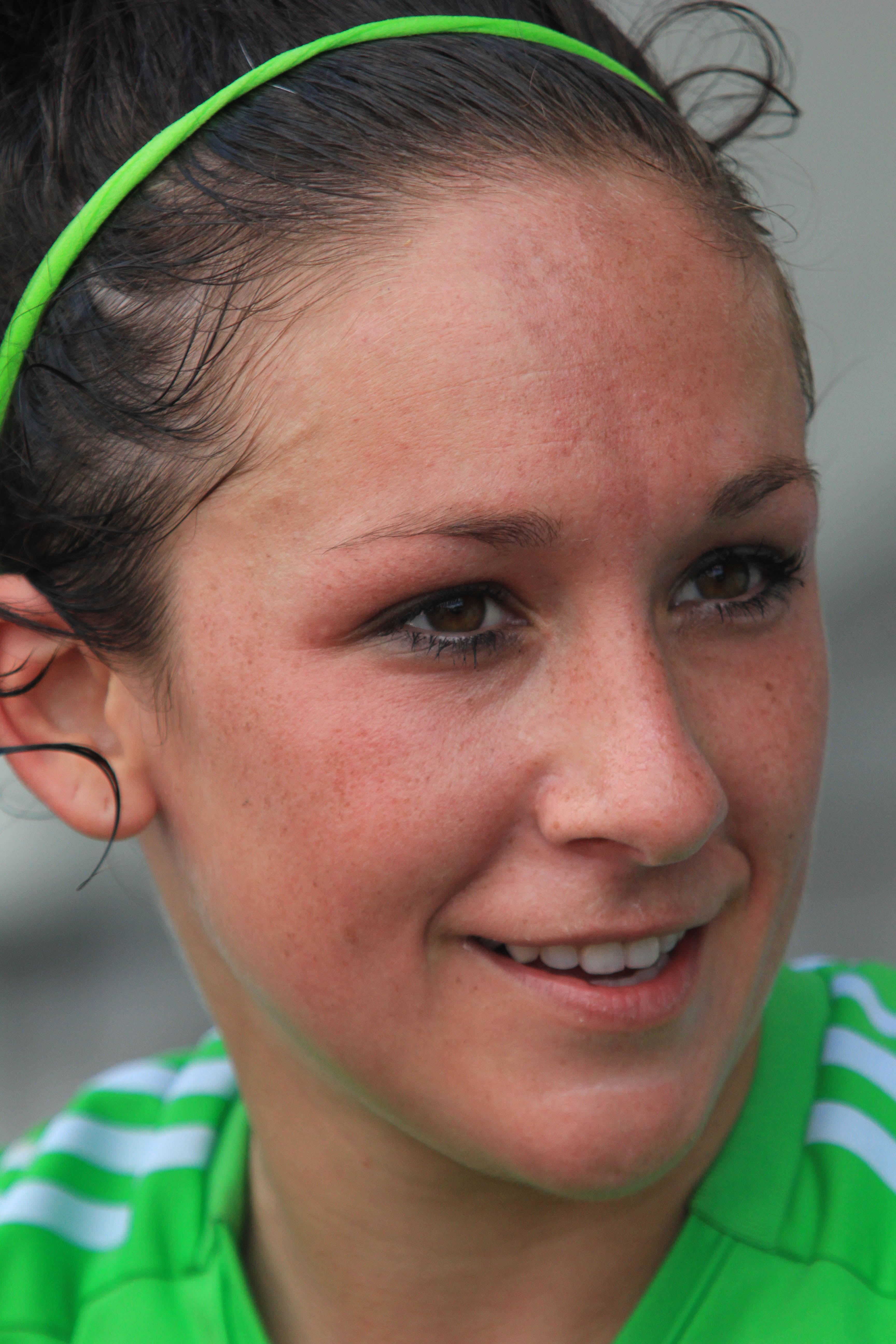
Nadine Keßler

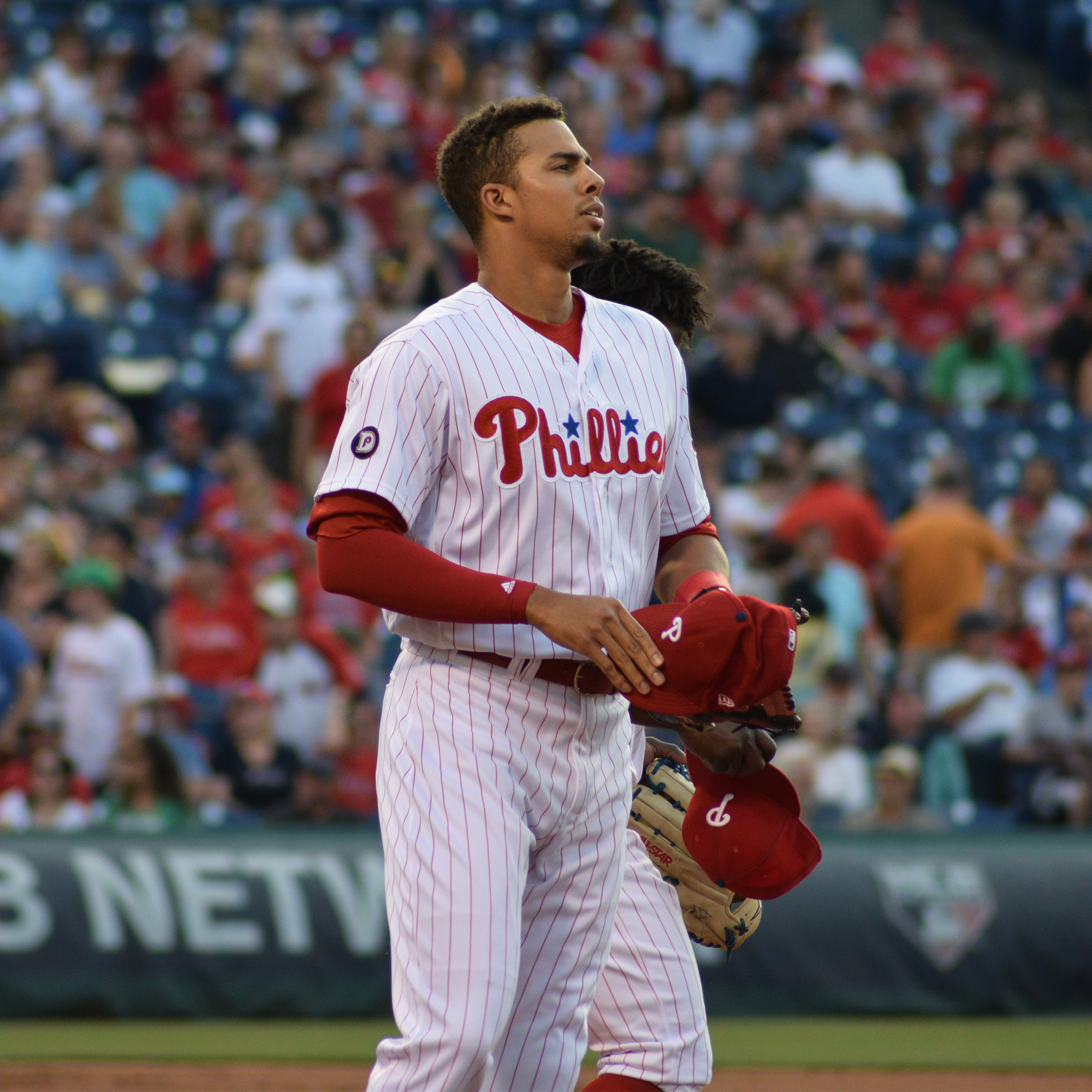
Aaron Altherr

### 19. Jahrhundert
- Adrian Pletsch (1801–1889), von 1846 bis 1851 Präsident der IHK Pfalz und von 1853 bis 1857 Bürgermeister von Kaiserslautern
- Joseph Benzino (1819–1893), Kaufmann und Kunstsammler
- Eugen Ritter von Benzino (1856–1915), bayerischer Militärfunktionär
- Jacques Gros (1858–1922), Architekt des Historismus
- Franziskus von Bettinger (1850–1917), Kardinal von München-Freising
- Theodor Bumiller (1864–1912), Afrikaforscher
- Franz Gillmann (1865–1941), kath. Priester, Theologieprofessor an der Universität Würzburg
- Adolf Trieb (1874–1950), Lehrer
- Rudolf von Perignon (1880–1959), Militär- und Sakralarchitekt
- Karl Pallmann (1881–1968), Politiker (Wirtschaftspartei)
- Ludwig Becker (1893–1973), Politiker (KPD), Landtagsabgeordneter in Nordrhein-Westfalen
- Jakob Weber (1894–1957), Natur- und Heimatforscher
- Otto Leibrecht (1895–1973), Rechtsanwalt und politischer Aktivist
- Karl Anton Vogt (1899–1951), Autor und Politiker .(Ehrenamtlicher Bürgermeister von 1945 - 1949)

### 20. Jahrhundert

#### 1901 bis 1950
- Emil Beau (1910–1971), Zeitungskorrektor, Ordensjunker und Buchdrucker
- Joseph-Hans Kühn (1911–1994), klassischer Philologe
- Ludwig Rupertus (1911–1991), Politiker (CDU), Landtagsabgeordneter in Rheinland-Pfalz
- Günther Wüst (1923–2003),  Rechtswissenschaftler
- Edmund Westrich (1927–2008), Psychologe und Hochschullehrer
- Theo Schohl (* 1927), Regisseur, Autor und Darsteller
- Walter Knissel (1934–2018), Bergbauprofessor
- Bernhard Linvers (1937–2022), Pfarrer, Träger des Verdienstordens des Landes Rheinland-Pfalz
- Wolfgang Max Faust (1944–1993), Kunsttheoretiker und Chefredakteur der Kunstzeitschrift "Wolkenkratzer"
- Hans Gamber (* 1944), Schriftsteller, Pseudonym Christopher Barr
- Hans Hauser (* 1949), Fußballspieler

#### 1950 bis 1970
- Ursula Christmann (* 1951), Psychologin
- Gottfried Müller (* 1951), Oberkirchenrat
- Roland Paul (1951–2023), Historiker und Volkskundler
- Daniel Blumenthal (* 1952), Pianist
- Hans Schohl (* 1952), Künstler, Kinetische Kunst
- LeVar Burton (* 1957), US-amerikanischer Schauspieler und Regisseur (Star Trek)
- Petra Heid (* 1957), Biologin und Politikerin (SPD)
- Ludwig Linsmayer (* 1958), Historiker und Archivleiter
- Jeffery Taubenberger (* 1961), US-amerikanischer Virologe
- Tarek Dzinaj (1962–2004), Schriftsteller und Arzt
- Christine Elsner (* 1963), Leichtathletin, Autorin und Regisseurin
- Rob Awalt (* 1964), American-Football-Spieler
- Peter Degenhardt (* 1964), Politiker (CDU)
- Richard Lutz (* 1964), Betriebswirt, seit 2017 Vorstand der Deutschen Bahn AG
- Thomas Schwartz (* 1964), katholischer Geistlicher und Autor
- Thomas Schweiberer (* 1965), Theater- und Filmschauspieler
- Ralf Leßmeister (* 1967), Politiker (CDU)
- Michael Baum (* 1968), Literatur- und Kulturwissenschaftler
- Frank Weber (* 1968), Fußballspieler

#### 1971 bis 2000
- Shawn Bradley (* 1972), deutsch-US-amerikanischer Basketballspieler
- David Rouzer (* 1972), US-amerikanischer Politiker (Republikaner)
- Rob Thomas (* 1972), US-amerikanischer Rockmusiker
- Richard McElreath (* 1973), US-amerikanischer evolutionärer Ökologe und Anthropologe
- Darren Le Gallo (* 1974), US-amerikanischer Schauspieler und Regisseur
- Heather De Lisle (* 1976), US-amerikanische Hörfunkmoderatorin
- Frank Dressler-Lehnhof (* 1976), Radrennfahrer
- Melanie Vollmer (* 1979), Schauspielerin
- Nadja Loschky (* 1983), Opernregisseurin
- Josh Wicks (* 1983), US-amerikanischer Fußballspieler
- Reggie Williams (* 1983), US-amerikanischer American-Football-Spieler
- Melanie Müller (* 1984), Politikwissenschaftlerin
- John Anthony Castro (* 1986), US-amerikanischer Politiker (Republikaner), Kandidat für die Präsidentschaftswahl 2024
- Martin Schwarzwald (* 1986), Handballspieler
- Manuel Flickinger (* 1988), Reality-TV-Darsteller und Crossdresser
- Nadine Keßler (* 1988), Fußballspielerin
- Aaron Altherr (* 1991), Baseballspieler
- Lily Pilblad (* 2000), US-amerikanische Kinderdarstellerin

### 21. Jahrhundert
- Neal Gibs (* 2002), Fußballspieler

## Personen, die vor Ort gewirkt haben
- Karl Walter Bernstein (1908–1973),  Musiker und Orchesterleiter, spielte 1955 in US-amerikanischen Offiziersclubs der Stadt
- Tala Birell (1907–1958), österreichische Schauspielerin, starb in Landstuhl
- Martin Bucer wurde 1522 von Franz von Sickingen als reformatorischer Theologe nach Landstuhl berufen
- Harriet Buchheit (* 1963), Kinder- und Jugendbuchautorin, wuchs in Landstuhl auf
- Philipp Fauth (1867–1941), errichtete auf dem Landstuhler Kirchberg eine eigene Sternwarte
- Charles A. Gabriel (1928–2003), Operationsoffizier bei der 86. Abfangjägerstaffel auf der Air Base Ramstein
- Margarete Habersack, Trägerin des Bundesverdienstkreuzes
- Georg Frank, Läufer, startete für die LLG Landstuhl
- Karl Kinsky (1766–1831), böhmischer Adliger, Generalmajor und Feldmarschallleutnant der österreichischen Armee, war 1796 an den Kämpfen bei Landstuhl beteiligt
- Jakob Kluding, von 1956 bis 1964 Bürgermeister
- Fred Konrad (* 1961), Arzt und Politiker (GRÜNE), wurde 1998 Kinder- und Jugendarzt im Sozialpädiatrischen Zentrum der Reha-Westpfalz in Landstuhl
- Vincent Kympat (1946–2011), römisch-katholischer Bischof von Jowai, nahm während der zweiten Hälfte der 1980er Jahre vor Ort Urlaubsvertretungen vor
- Heinz Lorenz (1888–1966), Schriftsteller und Redakteur, besuchte in Landstuhl die Lateinschule
- Karoline Lorenz (1873–1924), Schriftstellerin, lebte zeitweise vor Ort
- Philipp Ludwig, Träger des Bundesverdienstkreuzes
- Beate Mundt, Trägerin des Verdienstordens des Landes Rheinland-Pfalz
- Karlheinz Schauder (1931–2021), Autor, Lokalhistoriker und Literaturkritiker
- Johann Schwebel (1490–1540), Theologe und Reformator, war kurze Zeit Pfarrer in Landstuhl
- Hans Herbert Schweitzer (1901–1980), Grafiker im Dritten Reich, starb in Landstuhl
- Franz von Sickingen (1481–1523), Besitzer der Burg Nanstein, auf der er starb
- Kurt Silberstein, Träger des Bundesverdienstkreuzes
- Klaus Steinmetz (* 1959), V-Mann des rheinland-pfälzischen Verfassungsschutzes, wuchs in Landstuhl auf
- Ludwig Thoma (1867–1921), besuchte zeitweise das Gymnasium in Landstuhl
- Nikolaus von Weis (1796–1869), Bischof von Speyer, gründete in Landstuhl ein Kinderheim